# Mediocalcar arfakense
Mediocalcar arfakense är en orkidéart som beskrevs av Johannes Jacobus Smith. Mediocalcar arfakense ingår i släktet Mediocalcar och familjen orkidéer. Inga underarter finns listade i Catalogue of Life.